# Adoretus capicola
Adoretus capicola är en skalbaggsart som beskrevs av Hermann Burmeister 1844. Adoretus capicola ingår i släktet Adoretus och familjen Rutelidae. Inga underarter finns listade i Catalogue of Life.